# São Lourenço da Mata
São Lourenço da Mata är en stad och kommun i östra Brasilien och ligger i delstaten Pernambuco. Den är en förortskommun till Recife, och folkmängden i kommunen uppgick år 2014 till cirka 109 000 invånare. Staden ligger längs Capibaribefloden.

## Administrativ indelning
Kommunen var år 2010 indelad i två distrikt:
- Nossa Senhora da Luz
- São Lourenço da Mata